# Větrný mlýn Chvalkovice
Větrný mlýn holandského typu se nachází v obci Chvalkovice, okres Vyškov. Byl zapsán do Ústředního seznamu kulturních památek ČR.

## Historie
Větrný mlýn stojí na kopci v nadmořské výšce 380 m jihozápadně od středu obce. Byl postaven v roce 1873 mlynářem Josefem Vítkem. Po první světové válce byl mlýn poháněn parním strojem. V roce 1920 mlýn převzal Josefův bratr Jan, který mlýn zmodernizoval. byla instalována válcová mlecí stolice, loupačka, a lanový výtah na pytle. V roce 1941 byla činnost mlýna, z nařízení protektorátních úřadů, ukončena. Po válce činnost už nebyla obnovena. Mlýn je opravován pravnukem posledního mlynáře, který mlýnu dal novou šindelovou střechu. 

## Popis
Větrný mlýn je válcová cihlová stavbou na kruhovém půdorysu, zakončenou kuželovou střechou krytou šindelem. Střechu vysokou 3,15 metrů tvoří šestnáctiboký jehlan. Mlýn je osm metrů vysoký s průměrem 7,7 metrů, síla zdí je 0,80 metrů. Do mlýna jsou prolomeny dva pravoúhlý vstupy, ve zdech jsou malé okenní otvory se šikmými špaletami. Ve mlýně se dochovala dvě složení. Běhouny o průměru 0,91 metr měly výšku 0,44 a 0,18 metrů měly různou obvodovou rychlost. Při plném výkonu dosahovaly až 5,67 m/s repektive 5,38 m/s to je 119 nebo 113 otáček za minutu. Průměr větrného kola byl 13,2 metry, plocha křídla byla 8,2 m².
| průměr [m] | výška [m] | průměr větrného kola [m] | zdroj       |
| ---------- | --------- | ------------------------ | ----------- |
| 8          | 10,75     | 13,2                     | [ 2 ] [ 3 ] |